# Страхов, Вячеслав Васильевич
Вячеслав Васильевич Страхов (род. 13 января 1950, Москва) — советский спортсмен, многократный чемпион СССР (1970, 1973, 1975, 1977), призёр чемпионатов Европы (1974) и мира (1975) по прыжкам в воду, участник Олимпийских игр (1972, 1976). Мастер спорта СССР международного класса (1971). Заслуженный мастер спорта России (2003).

## Карьера
Начал заниматься прыжками в воду в возрасте 11 лет в ЦСКА. Тренировался под руководством Валентины Дедовой.
Многократный (1970, 1973, 1975, 1977) чемпион СССР по прыжкам с трамплина (3 м). 
Победитель соревнований по прыжкам с трамплина Универсиады 1973 года.
С чемпионата Европы 1974 года привёз бронзу.
Бронзовый призёр чемпионата мира 1975 года.
Принимал участие в Олимпиадах 1972 и 1976 годов. На Играх 1972 года показал второй результат на трамплине в предварительном раунде после Джорджо Каньотто, но в финале показал только 10-й результат и по сумме занял шестое место, а золото досталось Владимиру Васину. На Играх 1976 года показал в предварительном раунде лишь 12-й результат и не вышел в финал.